# Битва при Хегли-Мур
Битва при Хегли Мур (англ. Battle of Hedgeley Moor) состоялась 25 апреля 1464 года и была частью войны Алой и Белой розы. Сражение произошло при Хегли Мур, к северу от деревни Глэнтон в Нортумберленде, между армией Йорков, которой командовал Джон Невилл, маркиз Монтегю, и армией Ланкастеров под командованием герцога Сомерсета. Битва закончилась победой Йорков.